# Fussball Club Luzern 2007-2008
Questa voce raccoglie le informazioni riguardanti il Fussball Club Luzern nelle competizioni ufficiali della stagione 2007-2008.

## Stagione
Nella stagione 2007-2008 il Lucerna, allenato da Ciriaco Sforza, concluse il campionato di Super League al 6º posto. In Coppa Svizzera il Lucerna fu eliminato agli ottavi di finale dal Thun.

## Rosa
| N. |                     | Ruolo | Calciatore           |
| -- | ------------------- | ----- | -------------------- |
| 1  | Svizzera (bandiera) | P     | David Zibung         |
| 3  | Svizzera (bandiera) | D     | Pascal Bader         |
| 4  | Svizzera (bandiera) | D     | Roland Schwegler     |
| 6  | Svizzera (bandiera) | C     | Gerardo Seoane       |
| 7  | Svizzera (bandiera) | D     | Claudio Lustenberger |
| 8  | Svizzera (bandiera) | C     | Davide Chiumiento    |
| 9  | Cina (bandiera)     | A     | Shi Jun              |
| 10 | Marocco (bandiera)  | C     | Faysal El-Idrissi    |
| 11 | Svizzera (bandiera) | C     | Roland Bättig        |
| 13 | Svizzera (bandiera) | D     | Christophe Lambert   |
| 15 | Mali (bandiera)     | D     | Boubacar Diarra      |
| 16 | Svizzera (bandiera) | A     | Mauro Lustrinelli    |
| 17 | Serbia (bandiera)   | D     | Dušan Veškovac       |
| 18 | Svizzera (bandiera) | P     | Swen König           |
| 19 | Svizzera (bandiera) | C     | Gerardo Clemente     |

| N. |                     | Ruolo | Calciatore          |
| -- | ------------------- | ----- | ------------------- |
| 20 | Camerun (bandiera)  | A     | Jean-Michel Tchouga |
| 21 | Svizzera (bandiera) | C     | Michael Diethelm    |
| 22 | Albania (bandiera)  | C     | Burim Kukeli        |
| 23 | Croazia (bandiera)  | A     | Ahmad Sharbini      |
| 24 | Svizzera (bandiera) | C     | Jonas Bernet        |
| 24 | Svizzera (bandiera) | C     | Alain Wiss          |
| 25 | Italia (bandiera)   | C     | Roberto Souto       |
| 26 | Serbia (bandiera)   | C     | Rexhep Saqi         |
| 28 | Svizzera (bandiera) | A     | Janko Pacar         |
| 31 | Svizzera (bandiera) | D     | Sascha Imholz       |
| 32 | Svizzera (bandiera) | D     | Silvan Büchli       |
| 34 | Svizzera (bandiera) | C     | Hervé Makuka        |
| 35 | Svizzera (bandiera) | D     | Sandro Foschini     |
|    | Kosovo (bandiera)   | C     | Rexhep Thaqi        |

## Organigramma societario
Area tecnica
- Allenatore: Ciriaco Sforza
- Allenatore in seconda: Salvatore Romano
- Preparatore dei portieri: Patrick Foletti
- Preparatori atletici:

## Calciomercato

### Sessione estiva
| Acquisti | Acquisti          | Acquisti                     | Acquisti |
| R.       | Nome              | da                           | Modalità |
| -------- | ----------------- | ---------------------------- | -------- |
| D        | Mijat Marić       | San Gallo                    |          |
| C        | Davide Chiumiento | Young Boys                   |          |
| D        | Fabijan Cipot     | Maribor                      |          |
| C        | Gerardo Clemente  | Massese                      |          |
| P        | Swen König        | Wohlen                       |          |
| D        | Luizão            | Cruzeiro                     |          |
| A        | Janko Pacar       | Team FC Luzern/SC Kriens U18 |          |
| D        | Roland Schwegler  | Grasshoppers                 |          |
| C        | Alain Wiss        | San Gallo II                 |          |

| Cessioni | Cessioni            | Cessioni       | Cessioni |
| R.       | Nome                | a              | Modalità |
| -------- | ------------------- | -------------- | -------- |
| C        | Fabian Lustenberger | Hertha Berlino |          |
| C        | Paquito             | EN Paralimni   |          |
| D        | Luizão              | Vasco da Gama  |          |
| C        | David Andreoli      | Kriens         |          |
| D        | Ivan dal Santo      | Wohlen         |          |
| D        | Daniel Fanger       | Kriens         |          |
| C        | Philipp Heinzer     | Zugo           |          |
| C        | Nicolas Lambert     | Kriens         |          |
| C        | José Mamone         | Wohlen         |          |
| C        | Genc Mehmeti        | Sciaffusa      |          |
| A        | Dejan Sorgić        | Lucerna II     |          |

### Sessione invernale
| Acquisti | Acquisti        | Acquisti        | Acquisti |
| R.       | Nome            | da              | Modalità |
| -------- | --------------- | --------------- | -------- |
| A        | Ahmad Sharbini  | Al-Wahda        |          |
| C        | Roland Bättig   | Neuchâtel Xamax |          |
| A        | Shi Jun         | Young Boys      |          |
| D        | Boubacar Diarra | Kaiserslautern  |          |
| C        | Burim Kukeli    | Schötz          |          |
| D        | Dušan Veškovac  | Wohlen          |          |

| Cessioni | Cessioni         | Cessioni      | Cessioni |
| R.       | Nome             | a             | Modalità |
| -------- | ---------------- | ------------- | -------- |
| D        | Fabijan Cipot    | Rudar Velenje |          |
| C        | Mario Cantaluppi | Sint-Truiden  |          |
| A        | Ridge Munsy      | Lucerna II    |          |
| C        | Ayoub Rachane    | Yverdon       |          |

## Risultati

### Super League

#### Prima fase, girone di andata
| Arbitro: | Wildhaber |

|                       |           |                |
| Cantaluppi 25’ (rig.) | Marcatori | 49’ Szlykowicz |

| Arbitro: | Zimmermann |

|                                                    |           |                    |
| Chikhaoui 36’ Abdi 42’ Rochat 50’ Cesar 73’ (rig.) | Marcatori | 87’ (aut.) Tihinen |

| Arbitro: | Bertolini |

|                               |           |                |
| Lustrinelli 3’ Chiumiento 43’ | Marcatori | 11’, 73’ Yakın |

| Arbitro: | Wildhaber |

|                    |           |                      |
| Gjasula 41’ (rig.) | Marcatori | 34’, 61’ Lustrinelli |

| Arbitro: | Grossen |

|                                            |           |                             |
| Lustrinelli 68’ Cantaluppi 88’ (rig.), 90’ | Marcatori | 7’ Bobadilla 29’, 62’ Touré |

| Aarau 18 agosto 2007, ore 17:45 CEST 6ª giornata | Aarau | 0 – 0 referto | Lucerna | Stadion Brügglifeld (7 400 spett.)\| Arbitro: \| Kever \| |
| Arbitro:                                         | Kever |               |         |                                                           |

| Arbitro: | Busacca |

|                                       |           |                                                           |
| Lustrinelli 13’ Cantaluppi 31’ (rig.) | Marcatori | 22’ (rig.) Majstorović 27’ Streller 55’, 63’ Chipperfield |

| Arbitro: | Rogalla |

|          |           |                |
| Wiss 68’ | Marcatori | 40’ Zakrzewski |

| Arbitro: | Bertolini |

|  |           |             |
|  | Marcatori | 60’ Tchouga |

#### Prima fase, girone di ritorno
| Arbitro: | Zimmermann |

|                                       |           |                                          |
| Szlykowicz 14’ Merenda 30’ Chihab 67’ | Marcatori | 39’ Lustrinelli 43’ Tchouga 78’ Diethelm |

| Arbitro: | Krassnitzer |

|                      |           |                          |
| Tchouga 45’ Adão 90’ | Marcatori | 54’ Chikhaoui 90’ Stahel |

| Arbitro: | Wermelinger |

|                                                                 |           |             |
| Raimondi 49’ Yakın 55’ Häberli 64’, 89’ Paulo 84’ Schneuwly 87’ | Marcatori | 44’ Tchouga |

| Arbitro: | Laperrière |

|           |           |                    |
| Bader 73’ | Marcatori | 89’ (rig.) Gjasula |

| Arbitro: | Studer |

|              |           |          |
| Bobadilla 8’ | Marcatori | 59’ Adão |

| Lucerna 4 novembre 2007, ore 16:00 CET 15ª giornata | Lucerna | 0 – 0 referto | Aarau | Stadion Allmend (9 276 spett.)\| Arbitro: \| Drabek \| |
| Arbitro:                                            | Drabek  |               |       |                                                        |

| Arbitro: | Rogalla |

|                                   |           |                      |
| Streller 3’ Caicedo 14’ Degen 56’ | Marcatori | 49’ Wiss 61’ Tchouga |

| Sion 1º dicembre 2007, ore 17:45 CET 17ª giornata | Sion    | 0 – 0 referto | Lucerna | Stade Tourbillon (9 000 spett.)\| Arbitro: \| Busacca \| |
| Arbitro:                                          | Busacca |               |         |                                                          |

| Arbitro: | Rogalla |

|             |           |                |
| Tchouga 90’ | Marcatori | 8’ Rama 42’ Ba |

#### Seconda fase, girone di andata
| Arbitro: | Busacca |

|  |           |                 |
|  | Marcatori | 51’ Lustrinelli |

| Arbitro: | Circhetta |

|                      |           |  |
| Lustrinelli 10’, 71’ | Marcatori |  |

| Arbitro: | Hänni |

|  |           |                 |
|  | Marcatori | 28’ Lustrinelli |

| Arbitro: | Kever |

|                           |           |           |
| Lustrinelli 6’ Seoane 52’ | Marcatori | 74’ Đurić |

| Arbitro: | Busacca |

|                           |           |                |
| Fernández 37’ Aguirre 52’ | Marcatori | 27’ El-Idrissi |

| Arbitro: | Laperrière |

|                       |           |                  |
| Chiumiento 89’ (rig.) | Marcatori | 23’ (rig.) Paíto |

| Arbitro: | Petignat |

|                          |           |  |
| Bobadilla 38’ Santos 90’ | Marcatori |  |

| Arbitro: | Circhetta |

|  |           |                                    |
|  | Marcatori | 34’ Yakın 81’ Häberli 86’ Frimpong |

| Arbitro: | Wermelinger |

|                        |           |  |
| Majstorović 45’ (rig.) | Marcatori |  |

#### Seconda fase, girone di ritorno
| Arbitro: | Grossen |

|                 |           |  |
| Lustrinelli 62’ | Marcatori |  |

| Arbitro: | Petignat |

|  |           |                |
|  | Marcatori | 49’ El-Idrissi |

| Lucerna 13 aprile 2008, ore 16:00 CEST 30ª giornata | Lucerna   | 0 – 0 referto | Grasshoppers | Stadion Allmend (10 767 spett.)\| Arbitro: \| Wildhaber \| |
| Arbitro:                                            | Wildhaber |               |              |                                                            |

| Sion 16 aprile 2008, ore 19:45 CEST 31ª giornata | Sion       | 0 – 0 referto | Lucerna | Stade Tourbillon (9 000 spett.)\| Arbitro: \| Zimmermann \| |
| Arbitro:                                         | Zimmermann |               |         |                                                             |

| Arbitro: | Hänni |

|          |           |  |
| Bader 5’ | Marcatori |  |

| Arbitro: | Busacca |

|              |           |  |
| Aegerter 90’ | Marcatori |  |

| Arbitro: | Wildhaber |

|                                                      |           |  |
| El-Idrissi 39’ Schwegler 55’ Lustrinelli 78’ Shi 85’ | Marcatori |  |

| Arbitro: | Zimmermann |

|                          |           |                 |
| Rapisarda 22’ Tarone 54’ | Marcatori | 42’ Lustrinelli |

| Arbitro: | Circhetta |

|  |           |                     |
|  | Marcatori | 28’ Ideye 63’ Rossi |

### Coppa Svizzera
| 16 settembre 2007, ore 15:30 CEST Primo turno | Biaschesi | 1 – 3 | Lucerna |  |

| 21 ottobre 2007, ore 14:30 CEST Secondo turno | Langenthal | 2 – 5 | Lucerna |  |

| 24 novembre 2007, ore 17:45 CET Ottavi di finale | Lucerna | 0 – 1 | Thun |  |

## Statistiche

### Statistiche di squadra
| Competizione   | Punti | In casa | In casa | In casa | In casa | In casa | In casa | In trasferta | In trasferta | In trasferta | In trasferta | In trasferta | In trasferta | Totale | Totale | Totale | Totale | Totale | Totale | DR |
| Competizione   | Punti | G       | V       | N       | P       | Gf      | Gs      | G            | V            | N            | P            | Gf           | Gs           | G      | V      | N      | P      | Gf     | Gs     | DR |
| -------------- | ----- | ------- | ------- | ------- | ------- | ------- | ------- | ------------ | ------------ | ------------ | ------------ | ------------ | ------------ | ------ | ------ | ------ | ------ | ------ | ------ | -- |
| Super League   | 44    | 18      | 5       | 9       | 4       | 24      | 23      | 18           | 5            | 5            | 8            | 16           | 26           | 36     | 10     | 14     | 12     | 40     | 49     | -9 |
| Coppa Svizzera | -     | 1       | 0       | 0       | 1       | 0       | 1       | 2            | 2            | 0            | 0            | 8            | 3            | 3      | 2      | 0      | 1      | 8      | 4      | +4 |
| Totale         | 44    | 19      | 5       | 9       | 5       | 24      | 24      | 20           | 7            | 5            | 8            | 24           | 29           | 39     | 12     | 14     | 13     | 48     | 53     | -5 |

### Andamento in campionato
| Giornata  | 1 | 2 | 3 | 4 | 5 | 6 | 7 | 8 | 9 | 10 | 11 | 12 | 13 | 14 | 15 | 16 | 17 | 18 | 19 | 20 | 21 | 22 | 23 | 24 | 25 | 26 | 27 | 28 | 29 | 30 | 31 | 32 | 33 | 34 | 35 | 36 |
| --------- | - | - | - | - | - | - | - | - | - | -- | -- | -- | -- | -- | -- | -- | -- | -- | -- | -- | -- | -- | -- | -- | -- | -- | -- | -- | -- | -- | -- | -- | -- | -- | -- | -- |
| Luogo     | C | T | C | T | C | T | C | C | T | T  | C  | T  | C  | T  | C  | T  | T  | C  | T  | C  | T  | C  | T  | C  | T  | C  | T  | C  | T  | C  | T  | C  | T  | C  | T  | C  |
| Risultato | N | P | N | V | N | N | P | N | V | N  | N  | P  | N  | N  | N  | P  | N  | P  | V  | V  | V  | V  | P  | N  | P  | P  | P  | V  | V  | N  | N  | V  | P  | V  | P  | P  |
| Posizione | 4 | 8 | 8 | 5 | 7 | 8 | 9 | 8 | 5 | 6  | 6  | 6  | 6  | 7  | 7  | 8  | 8  | 8  | 8  | 7  | 6  | 5  | 5  | 6  | 7  | 7  | 7  | 7  | 6  | 6  | 6  | 6  | 6  | 5  | 6  | 6  |

Legenda:

Luogo: C = Casa; T = Trasferta. Risultato: V = Vittoria; N = Pareggio; P = Sconfitta.

### Statistiche dei giocatori
| F. Adão         | 16 | 2  | 3 | 0 |
| P. Bader        | 23 | 2  | 4 | 1 |
| J. Bernet       | 0  | 0  | 0 | 0 |
| R. Bättig       | 13 | 0  | 1 | 0 |
| S. Büchli       | 0  | 0  | 0 | 0 |
| M. Cantaluppi   | 17 | 4  | 4 | 0 |
| D. Chiumiento   | 35 | 2  | 4 | 0 |
| F. Cipot        | 12 | 0  | 1 | 0 |
| G. Clemente     | 5  | 0  | 2 | 0 |
| B. Diarra       | 14 | 0  | 3 | 1 |
| M. Diethelm     | 20 | 1  | 1 | 0 |
| F. El-Idrissi   | 18 | 3  | 3 | 0 |
| S. Foschini     | 5  | 0  | 0 | 0 |
| S. Imholz       | 1  | 0  | 0 | 0 |
| B. Kukeli       | 10 | 0  | 1 | 0 |
| S. König        | 4  | 0  | 0 | 0 |
| C. Lambert      | 27 | 0  | 3 | 0 |
| C. Lustenberger | 33 | 0  | 6 | 2 |
| F. Lustenberger | 3  | 0  | 1 | 0 |
| M. Lustrinelli  | 29 | 14 | 2 | 0 |
| M. Makanaki     | 2  | 0  | 0 | 0 |
| H. Makuka       | 7  | 0  | 1 | 0 |
| M. Marić        | 9  | 0  | 1 | 1 |
| J. Pacar        | 2  | 0  | 0 | 0 |
| A. Rachane      | 3  | 0  | 0 | 0 |
| R. Saqi         | 6  | 0  | 1 | 0 |
| R. Schwegler    | 33 | 1  | 9 | 0 |
| M. Sego         | 2  | 0  | 1 | 0 |
| G. Seoane       | 23 | 1  | 6 | 0 |
| A. Sharbini     | 3  | 0  | 0 | 0 |
| J. Shi          | 14 | 1  | 4 | 0 |
| R. Souto        | 1  | 0  | 0 | 0 |
| J. Tchouga      | 17 | 6  | 1 | 0 |
| R. Thaqi        | 0  | 0  | 0 | 0 |
| D. Veškovac     | 14 | 0  | 2 | 0 |
| A. Wiss         | 29 | 2  | 4 | 0 |
| D. Zibung       | 33 | 0  | 0 | 1 |